# 杨坤
杨坤（1972年12月18日—），祖籍内蒙古包头市，中国大陸男歌手、唱作人。其嗓音的特點是較為沙哑，曾擔任兩季《中国好声音》系列導師，以及《中國好歌曲（第一季）》导师。

## 生平
杨坤于1989年加入包头市包钢文工团，1991年后考入内蒙古武警总队文工团，1994年3月18日开始北漂北京，到了2001年才开始以一首《無所謂》走红，并于2002年发行专辑《无所谓》、此后发行《那一天》（2003年）、《2008》（2005年）、《牧馬人》（2007年）、《楊坤》（2009年）、《DISCO》（2010年）、《真的很在乎》（2012年）、《今夜二十歲》 （2014年）、《孤獨頌》（2017年）《美好故事》（2020年）共十張專輯。
2012年，杨坤担任了浙江卫视综艺节目《中国好声音》的四位“导师”评委之一，最经典的一句话是“我今年有32场演唱会”，希望透過提供演出機會吸引选手加入他的团队，因而得到了「楊三十二郎」的稱號。
杨坤並無食言，在2012年11月至2013年3月間，於全國多個城市舉行了一共32場巡迴演唱會，部份《中国好声音》學員也有登場。
2013年夏秋，楊坤首次主持北京衛視《最美和聲》，與羽泉组合、范瑋琪、蕭敬騰共同登台亮相。
2014年初，杨坤担任了中央电视台综艺频道的综艺节目《中国好歌曲》的四位“导师”评委之一，同為評委的还有劉歡、周華健、蔡健雅。帶領來自四川大涼山學員莫西子詩一首原創寫給交往中日本女友的歌〈要死就一定要死在你手裡〉打入冠亞軍賽，得到亞軍。同年夏天，楊坤再度擔任《中国好声音3》導師，並邀請蕭敬騰擔任夢想導師。
2014年9月5日，相隔兩年，楊坤再推個人專輯《今夜二十歲》。
2014年10月25日，《今夜二十歲》巡迴演唱會於首站北京凯迪拉克中心開始，並將會在20個城市進行巡迴演唱會。
2015年1月2日，《今夜二十歲》巡迴演唱會於第二站哈爾濱國際會展體育中心
2015年1月17日，《今夜二十歲》巡迴演唱會於第三站深圳龍崗大運體育館
2015年1月31日，《今夜二十歲》巡迴演唱會於第四站西安城市公園體育館
2016年10月16日至2017年元旦，楊坤參加《東方衛視》節目《天籟之戰》和莫文蔚、費玉清、華晨宇、擔任天籟唱將固定來賓，與素人歌手同台競技。
2019年1月11日，楊坤參加湖南衛視節目《歌手2019》，與劉歡、齊豫、吳青峰、逃跑計劃、張芯及Kristian Kostov擔任首發歌手。並在同年4月12日總決賽拿下第4名。
2025年3月10日，搞笑博主「四川芬達」發佈影片，稱被明星楊坤起訴。

## 獎項
2003年
第十届东方风云榜 東方新人銀獎、十大金曲《无所谓》
第一届东南劲爆音乐榜 劲爆传媒推荐最佳男歌手、劲爆最佳创作人奖、劲爆十大金曲《无所谓》
2004年
第十一届东方风云榜 最受歡迎男歌手、十大金曲《那一天》
2005年
第三届东南劲爆音乐榜最佳男歌手、劲爆十大金曲《我比从前更寂寞》
2006年
第十三届东方风云榜 十大金曲：《我比從前更寂寞》
2010年
第八届东南劲爆音乐榜劲爆最佳男歌手

## 音樂作品
- 《無所謂》（2002年）
- 《那一天》（2003年）
- 《2008》（2005年）
- 《牧馬人》（2007年）
- 《楊坤》（2009年）
- 《DISCO》（2010年）
- 《真的很在乎》（2012年）
- 《今夜二十歲》（2014年）
- 《孤獨頌》（2017年）
- 《美好故事》（2020年）
- EP:《快槍手》（2013年七月）
- EP:《我沒你想的那麼堅強》（2013年九月）
- EP:《生命像石頭》（2013年十一月）
- EP:《答案》春晚與郭采潔合唱（2014年一月）
- EP:《某某》（2014年三月 中國好歌曲翻唱學員杜秋作品）
- EP:《今夜二十歲》（2014年三月 中國好歌曲）
- EP:《要死就一定要死在你手裡》（2014年八月5日）
- EP:《一萬個女人》（2014年八月10日）
- EP:《你走後》（2014年八月28日）
- EP:《快救我》（2014年九月2日）
- EP:《不息之河》（2016年十月10日）
- EP:《跟我回家》（2016年十一月11日）
- EP:《掛彩》華晨宇rap（2017年一月9日）
- EP:《流浪狗也有鄉愁》（2019年八月17日）
- EP:《路》（2019年七月9日）
- EP：《多虧妳比我更幸福》（2019年8月7日份）
- EP：《旅客》（2020年11月）

## 戲劇
- 2004年電影《十三月》因故尚未上映
- 2011年電影《密室之不可靠岸》簡稱《密室2》 飾演董磊
- 2012年電影《邊境風雲》飾演黑幫毒販殺手
- 2015年電影《冠軍的心》飾演拳擊手譚凱 (拍攝完畢預計2017年9月上映)

### 綜藝節目
- 2012年 中國好聲音1 (導師)
- 2013年 最美和聲1 (主持人)
- 2014年 中國好聲音3 (導師)
- 2015年 最美和聲3 (導師)
- 2015年 真心英雄 (电视节目)
- 2016年 天籟之戰
- 2017年 天籟之戰2
- 2019年 歌手2019
- 2021年 閃光的樂隊
- 2022年 我們的歌 (第四季)

## 外部連結
- 楊坤新浪微博(本人)楊坤新浪微博 (本人) （页面存档备份，存于）